# Kalič
Kalič est une station de ski de petite taille, située près de Postojna dans la région de Carniole-Intérieure, dans le sud-ouest de la Slovénie.